# Dürerstraße (Hannover)
Die Dürerstraße in der Südstadt von Hannover führt von der Seilerstraße zur Krausenstraße. Der nach dem Maler Albrecht Dürer benannte Verkehrsweg wurde nach teilweiser Zerstörung mit viergeschossigen Wohnhausbauten wieder aufgebaut und für die Wohnungsgenossenschaft Gartenheim modernisiert.

## Geschichte
Die Dürerstraße wurde kurz nach dem Ende des Ersten Weltkrieges im Jahr 1919 angelegt und nach dem Maler Albrecht Dürer benannt. Die Erstbebauung mit anfangs vier Gebäuden stand zunächst im Eigentum des Spar- und Bauvereins und wurde ausschließlich von Post- und Telegrafenbeamten niederer Dienstgrade bewohnt. Für den Bau besseren Wohnraums dieser Berufsgruppe hatte sich am 9. Juli 1914 die Genossenschaft Bauverein Niedersachsen gegründet, die von 1921 bis 1925 Gebäude entlang der gesamten Dürerstraße und Anschlussbauten an den Eckgebäuden zur Seiler- und zur Krausenstraße errichten ließ. Die Pläne hierzu lieferte der Architekt Wilhelm Kröger, der Ende 1918 erste Anfragen zum Grundstückserwerb an die Stadt gestellt hatte. Die Ankäufe der Grundstücke erwiesen sich als kompliziert und zogen sich hin; so wollte beispielsweise ein Kleingärtner nicht der geplanten Wohnbebauung weichen. Für die von Kröger geschaffenen Bauten konnte bisher nicht geklärt werden, ob diese ursprünglich mit Bauplastiken ausgestaltet wurden.
Im Zweiten Weltkrieg ging der Bauverein Niedersachsen nach Anordnung des Gauwohnungskommissars vom 10. Juni 1943 in der Siedlungsgenossenschaft Gartenheim auf. Nur Wochen später wurden die Gebäude in und an der Dürerstraße durch die Luftangriffe auf Hannover im Oktober ein Opfer der Fliegerbomben.
Nach der Währungsreform stellte die Immobilieneignerin Wohnungsgenossenschaft Gartenheim 1949 Anfragen zur Bewilligung von Hypotheken für die Immobilien. Das Wiederauf- und Ersatzbauvorhaben des Gebäudekomplexes an der Dürerstraße wurde schließlich durch die Oberpostdirektion Hannover sowie die Versorgungsanstalt der Deutschen Post gefördert.

### Bauplastiken von Ludwig Vierthaler
Aus der Zeit um 1949 stammt ein Foto aus dem Atelier des Bildhauers Ludwig Vierthaler. Es zeigt eine der insgesamt 18 unterschiedlichen Kinder- und Tierplastiken, die um 1950 an der Fassade über den Hauseingängen auf Konsole mit den jeweiligen Hausnummer installiert wurden. Die kleinen Szenen fertigte der Künstler in seiner Werkstatt aus rotem Kunststein. Seine Bauplastiken brachten in der Nachkriegszeit „eine heitere Note“ in die Häuserfronten und wirkten so als Kunst in den öffentlichen Raum hinein. Später wurden die Darstellungen mit grüner und weißer Farbe angestrichen.

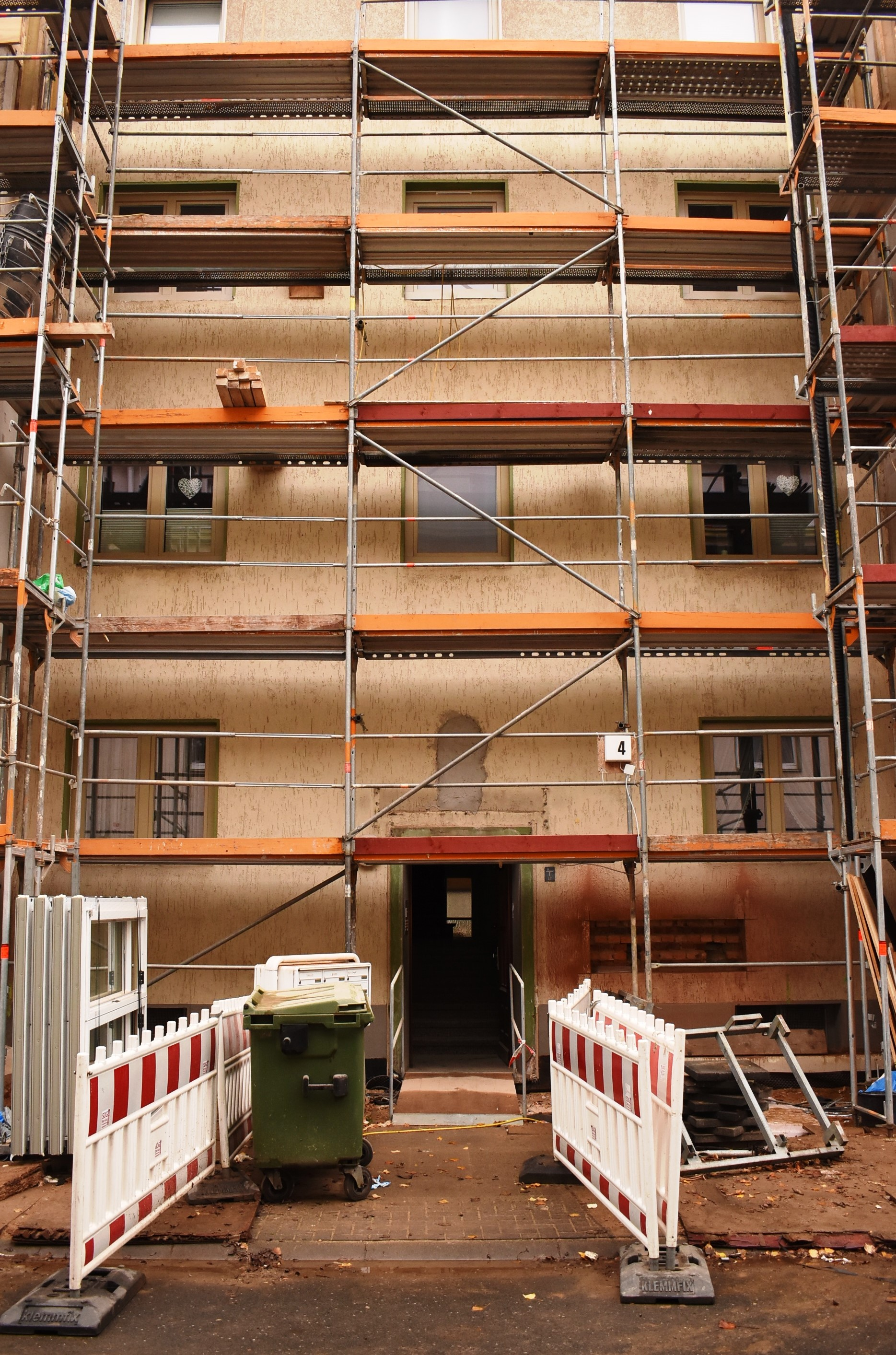
An der Dürerstraße 4 wurde Ende 2020 bei der Modernisierung die Skulptur von Ludwig Vierthaler über dem Hauseingang demontiert und die verbliebene Lücke frisch verputzt

In der Dürerstraße wurden zu den Hausnummern folgende Werksteinbauplastiken installiert:
- 1: Mädchen mit einem Huhn im Schoß;
- 2: Knabe mit einem Ball;
- 3: Knabe mit blumenverziertem Krug;
- 4: Knabe mit dickem Fisch im Arm;
- 5: Knabe, wohl mit einem Kürbis;
- 6: sitzender Knabe mit Katze;
- 7: buchlesender Knabe;
- 8: puttenhafte Knabenfigur mit Ente auf der Schulter;
- 9: trinkender Putto;
- 10: Posthornbläser.[2]

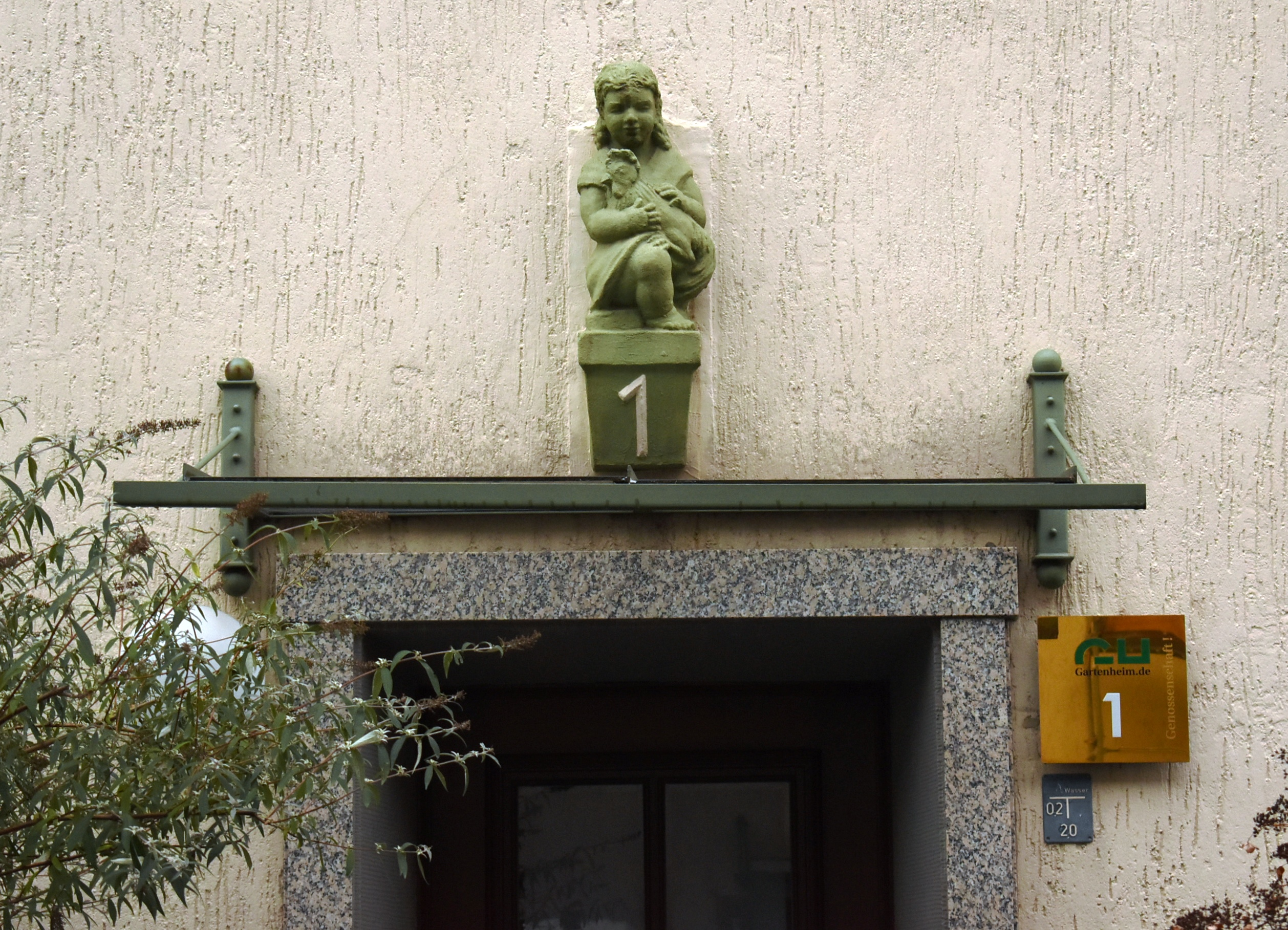
Mädchen mit Huhn
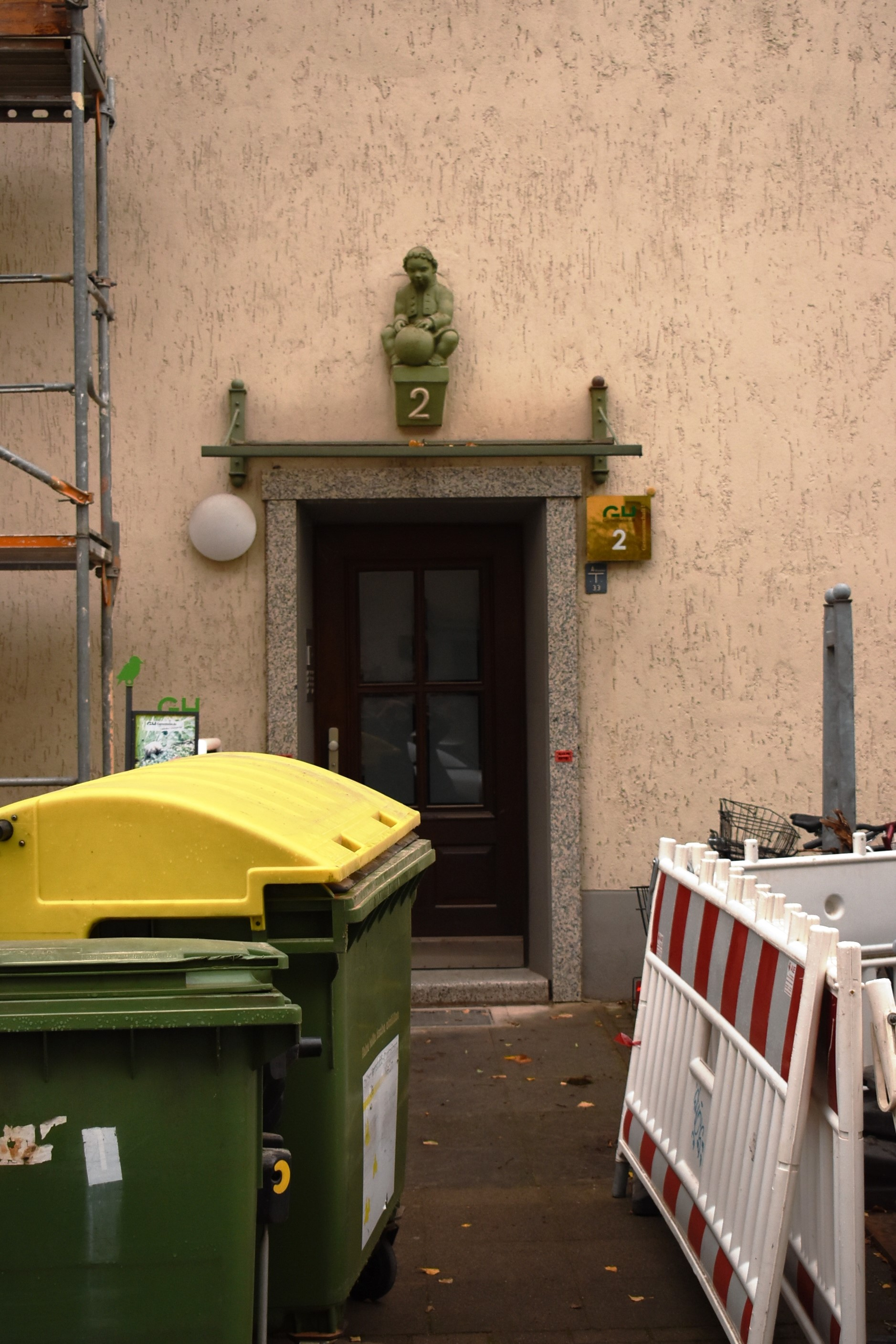
Knabe mit Ball
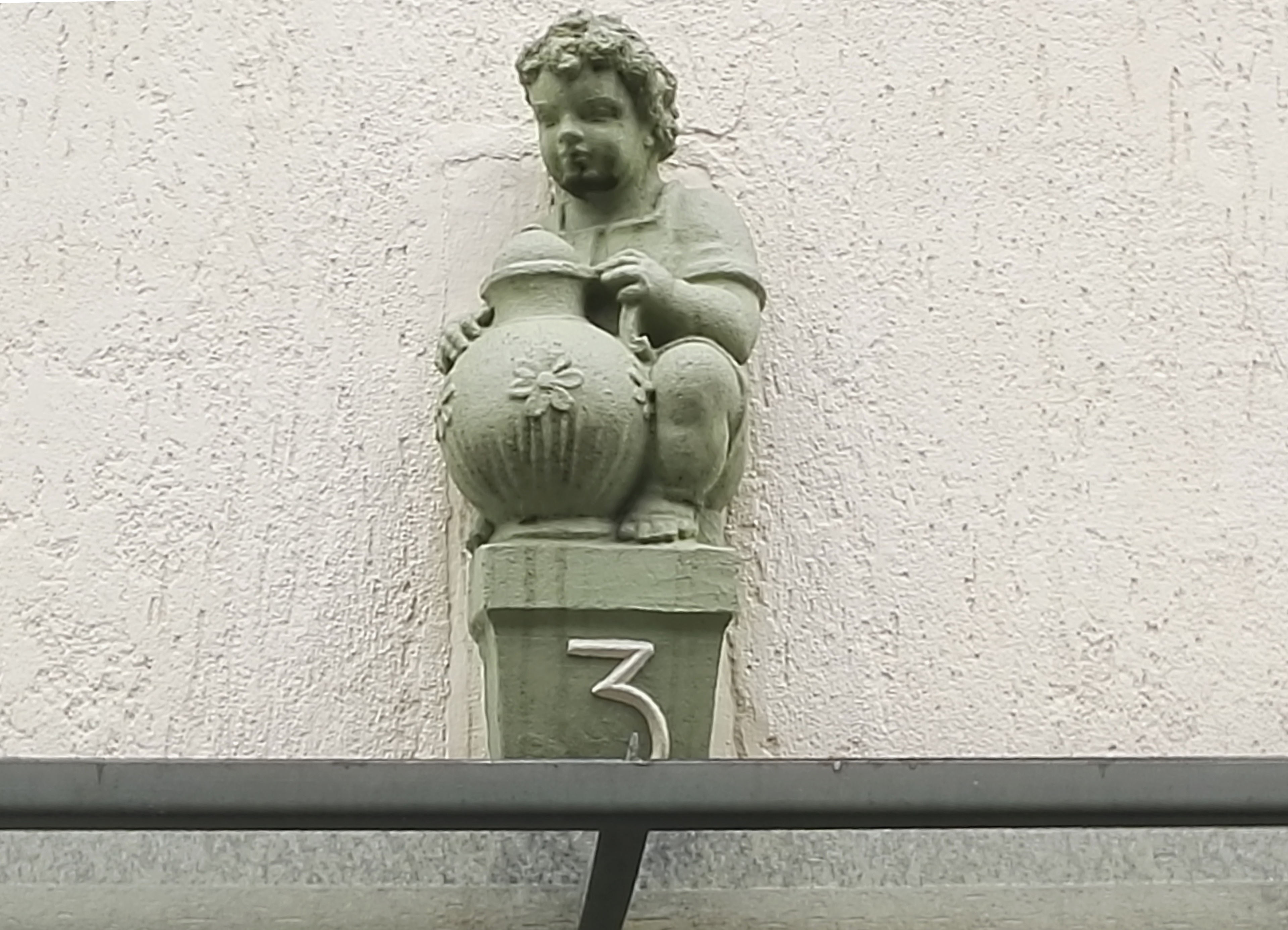
Knabe mit blumenverziertem Krug
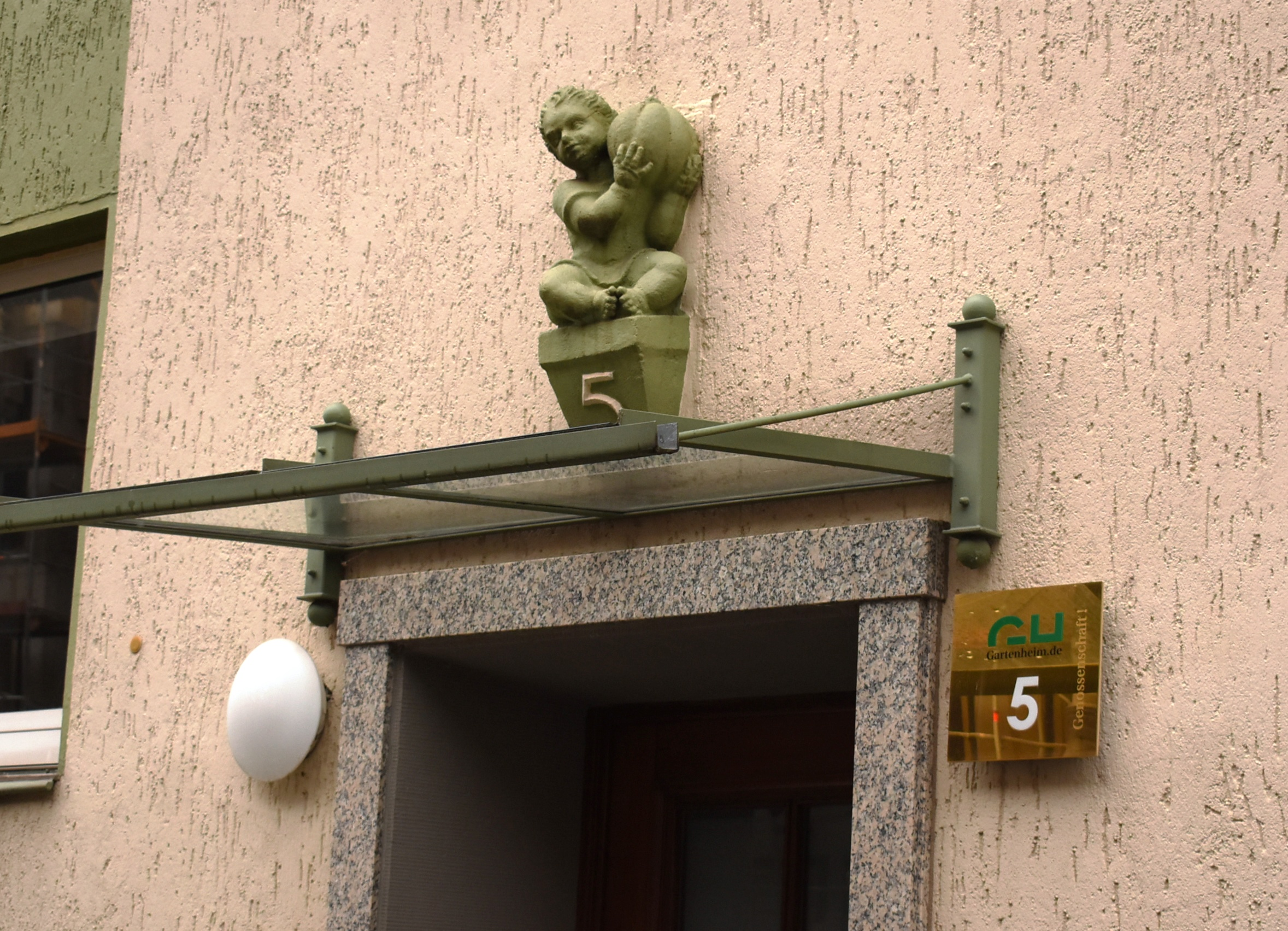
Knabe wohl mit Kürbis
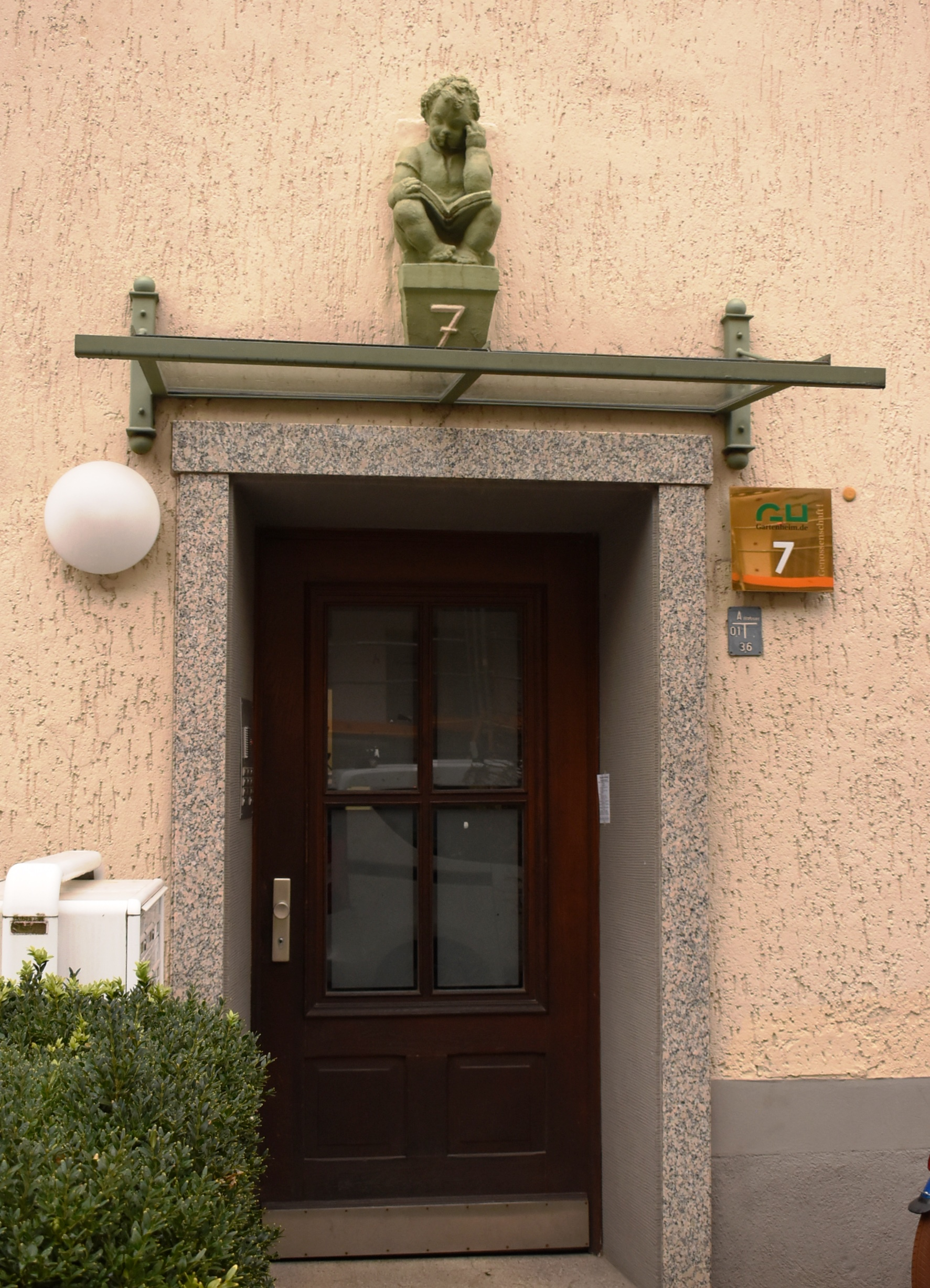
Lesender Knabe
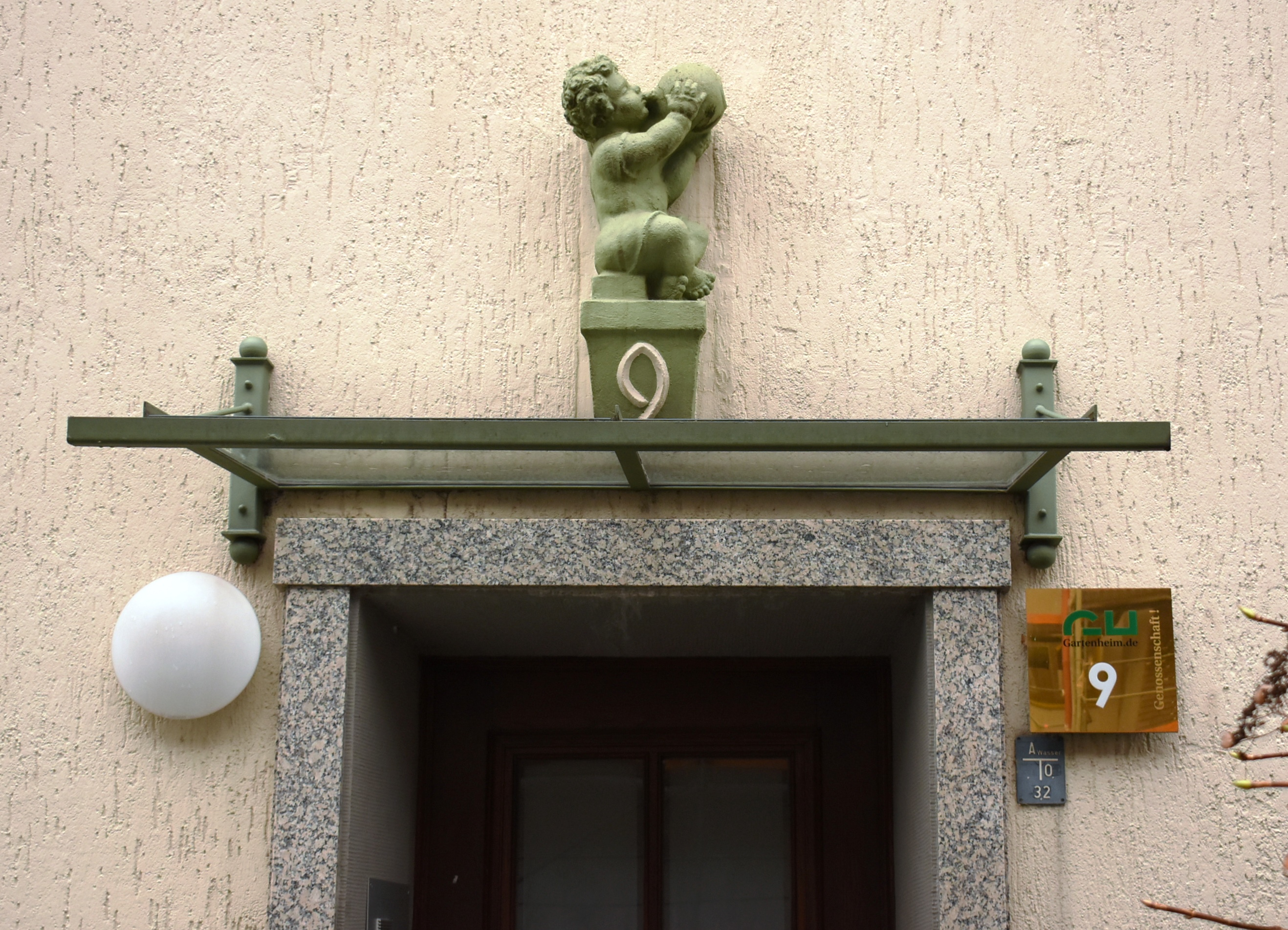
Dürerstraße 9

An den an den Komplex der Dürerstraße anschließenden Gebäuden an der Krausenstraße wurden zu den Hausnummern folgende Szenen angebracht:
- 40: eine buckelnde Katze, die eine Ratte erwischt hat; ähnlich derjenigen an der Bessemerstraße 4 aus der Zeit vor dem Ersten Weltkrieg, die eine Taube gefangen hat;
- 40A: ein Paar Eichhörnchen;
- 41: ein Paar Papageien, nahezu identisch mit denen in der ehemaligen Schulze-Delitzsch-Straße;
- 42: ein Entenpaar;
- 43: ein Paar Hühner.[2]

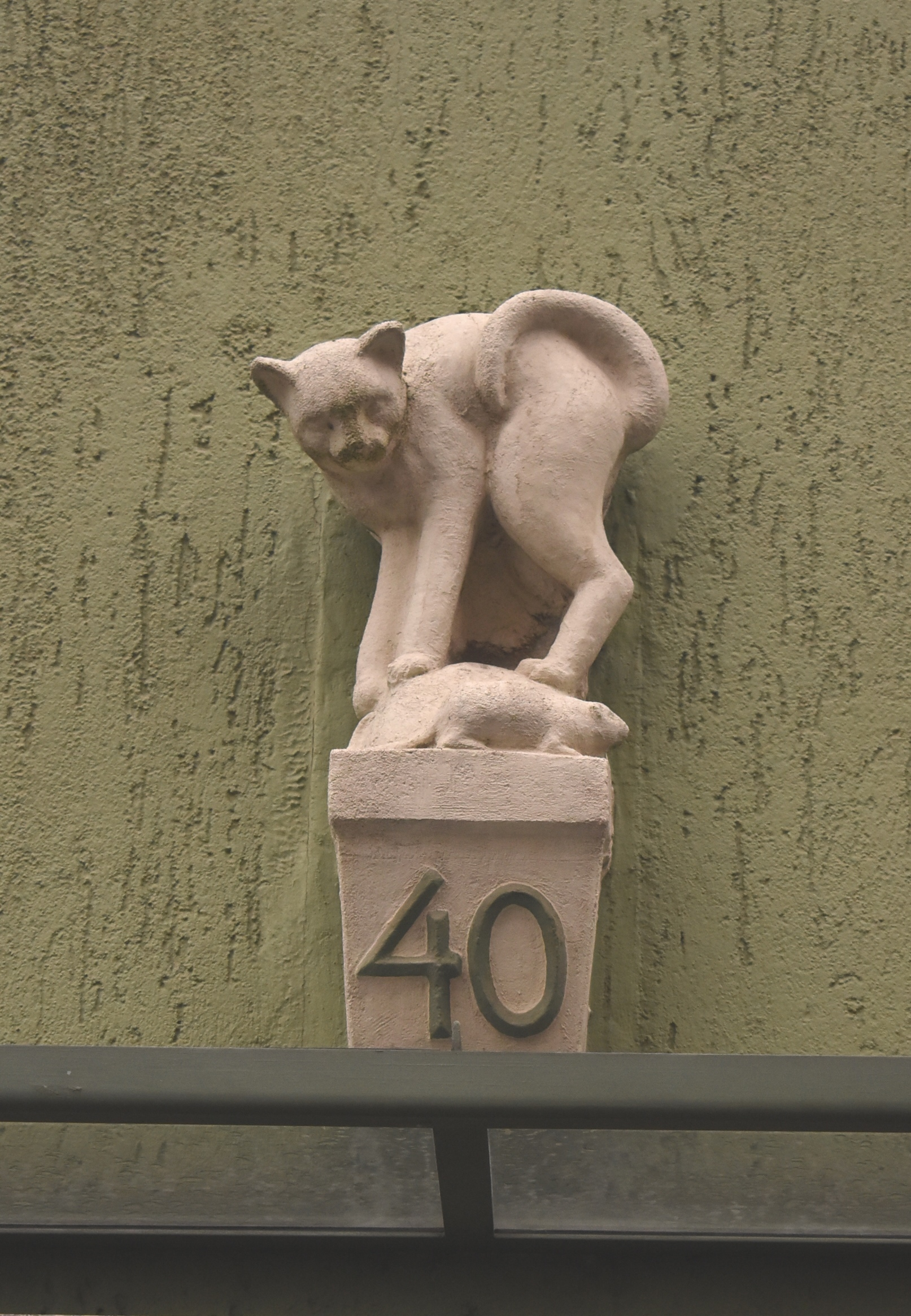
Krausenstraße 40 mit buckelnder Katze auf einer Ratte
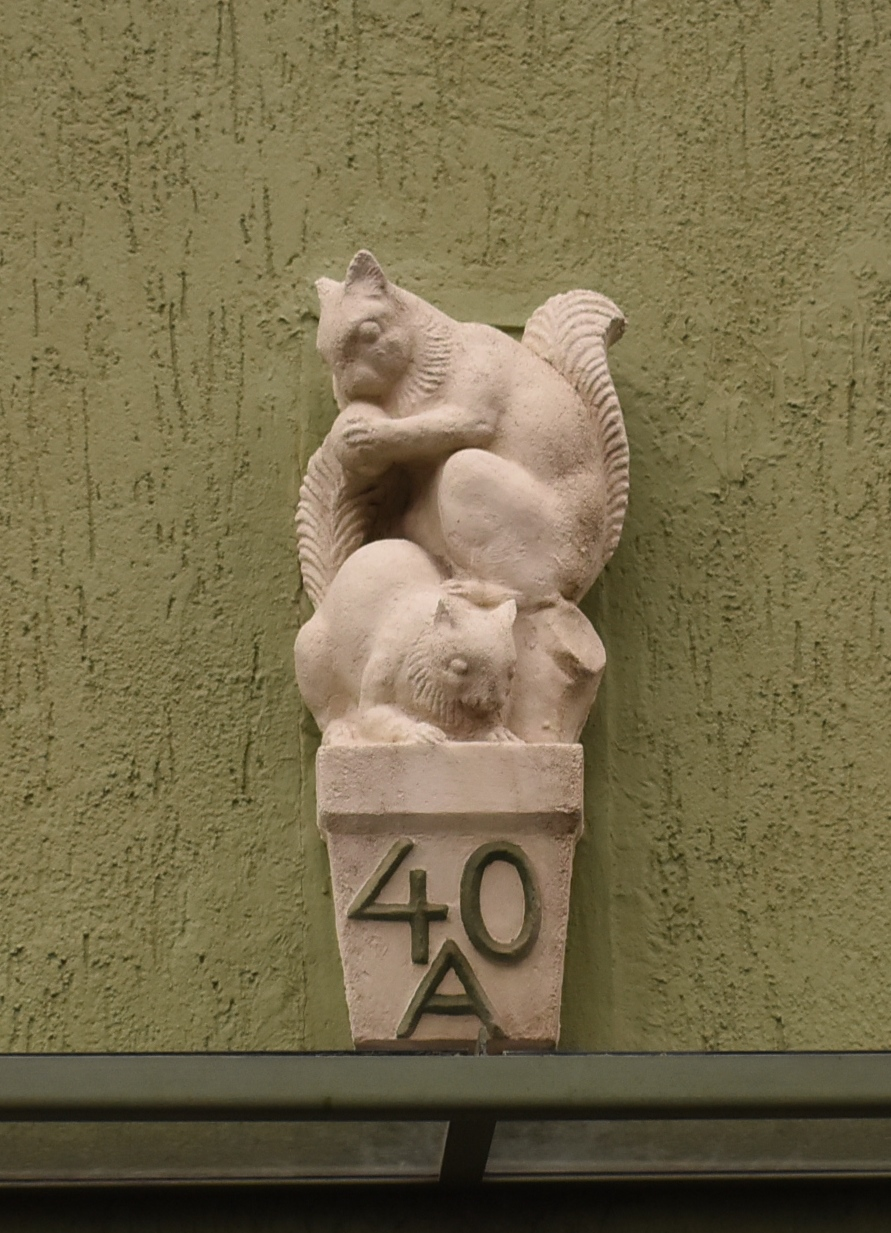
Krausenstraße 40A: zwei Eichhörnchen

An den anschließenden Gebäuden in der Seilerstraße wurden zu den jeweiligen Hausnummern folgende Skulpturen montiert:
- 18: Entenmutter mit zwei Küken;
- 20: „ein quetschkommodenspielender Knabe mit Schiffermütze“;
- 22: zwei Lämmer.[2]

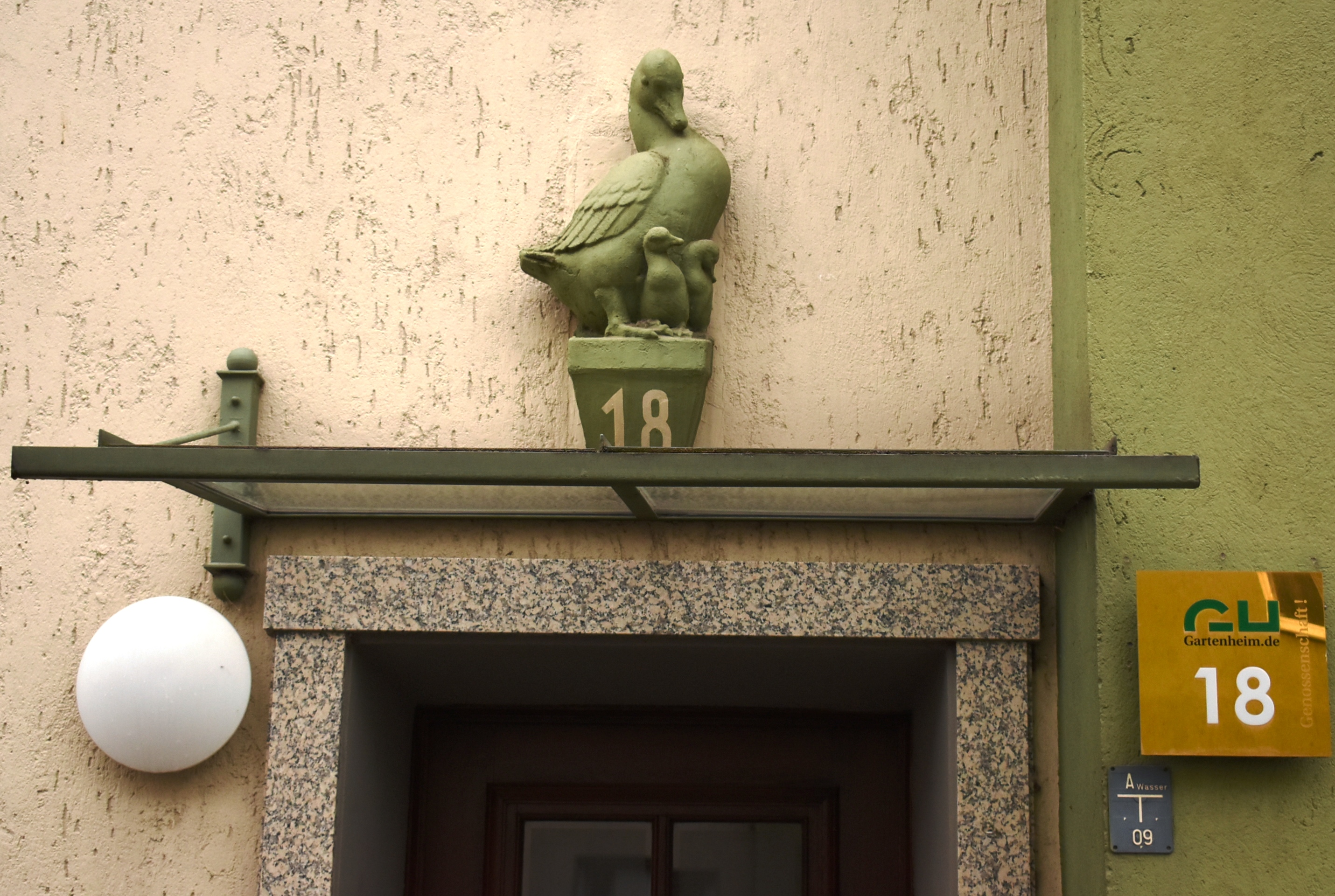
Seilerstraße 18: Entenmutter mit Küken
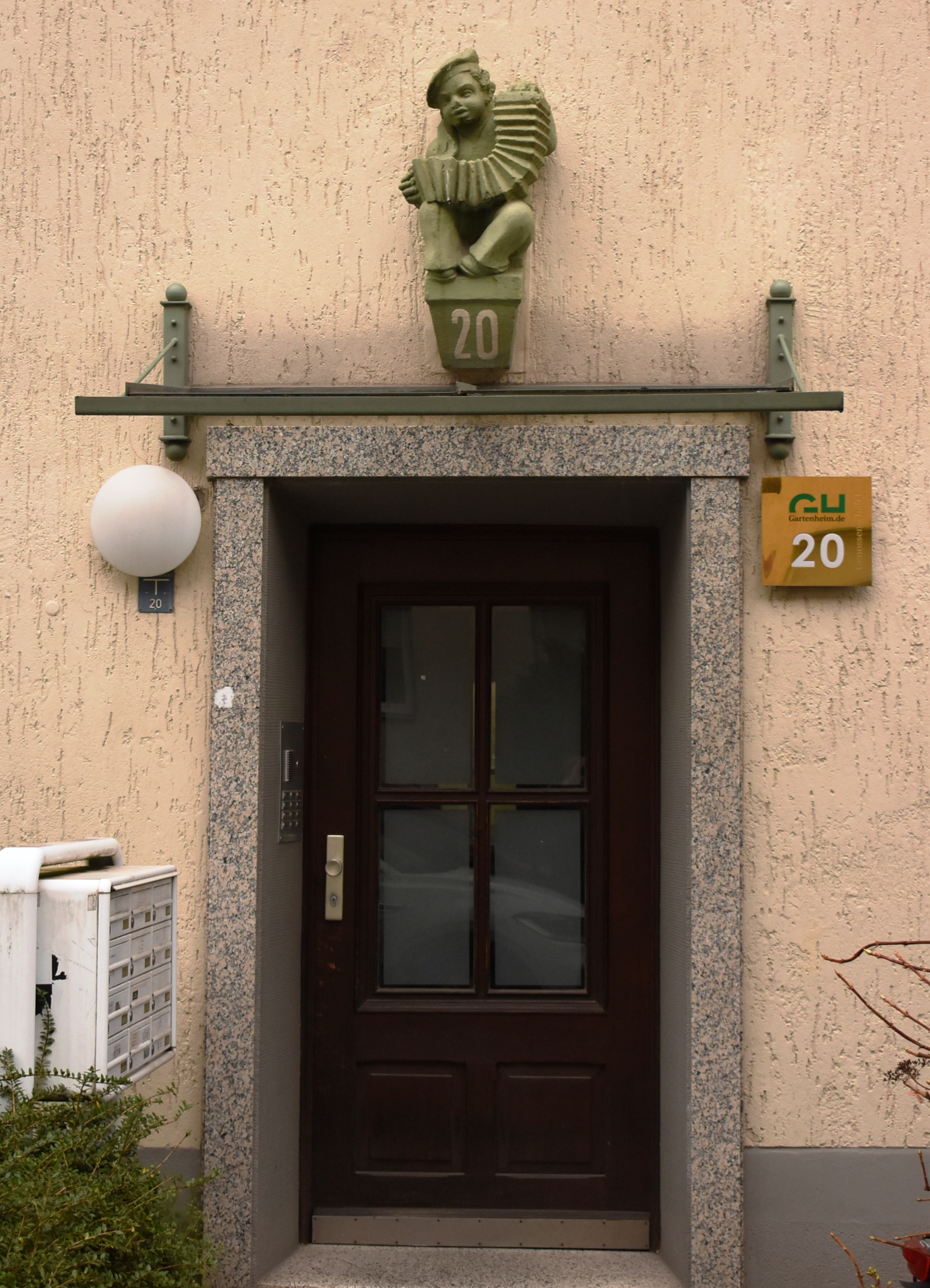
Seilerstraße 20: quetschkommodenspielender Knabe mit Schiffermütze
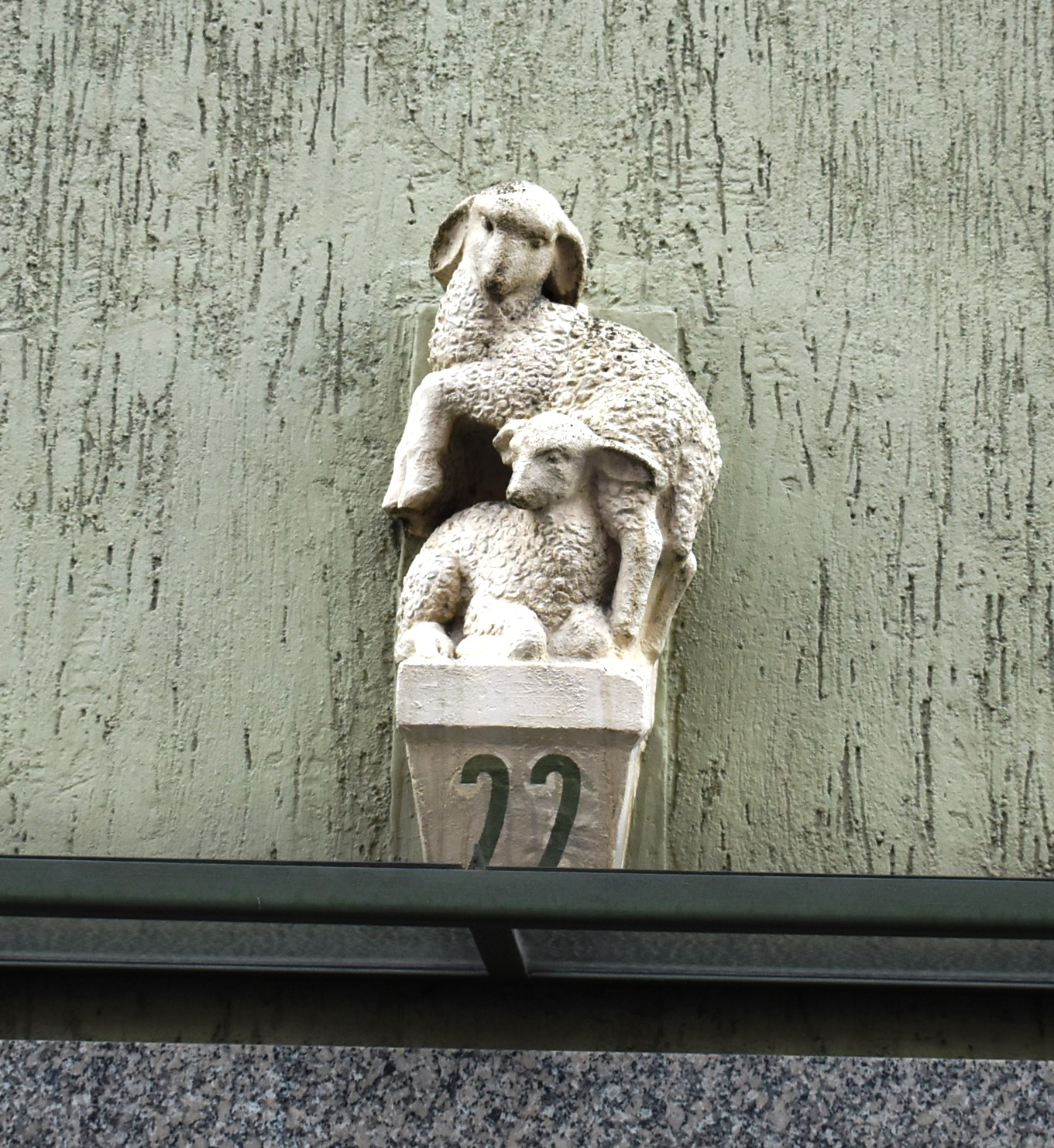
Seilerstraße 22: zwei Lämmer

## Archivalien
Archivalien von und über die Dürerstraße und ihre angrenzenden Bauten finden sich beispielsweise
- als Akten aus der Zeit von 1918 bis 1949 im Stadtarchiv Hannover, Mappe HR.XIII.584[2]
- im Nachlass Ludwig Vierthaler:
  - Foto aus der Zeit um 1949 mit einer Werksteinskulptur für die Dürerstraße;[2]
  - Zeitungsausschnitt aus der Zeit um 1950/51 mit dem Fotografen-Kürzel heiko[2]